# Беларуская газэта (1941)

«Беларуская газета», или «Беларуская газэта», (с бел. — «Белорусская газета») (до 5 февраля 1942 года — «Менская газэта») — профашистская газета, издавалась в Минске на белорусском языке с 27 июля 1941 до 28 июня 1944 года под контролем немецких оккупационных властей; самое крупное белорусское антисоветское периодическое издание в период Второй мировой войны. Редакторами газеты были А. Сенкевич, В. Козловский, А. Демченко, Н. Шкелёнок, А. Адамович.

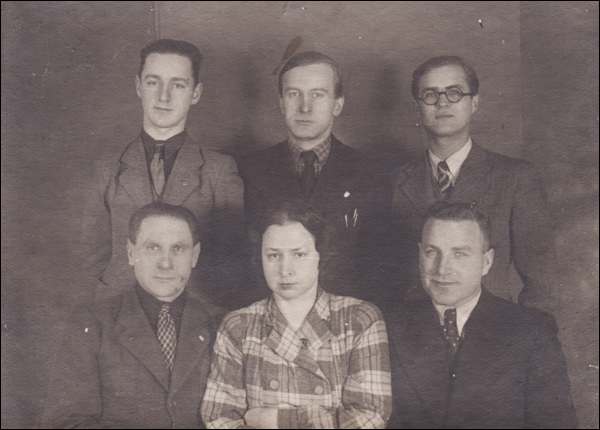
Редакция «Беларускай газэты» и «Голасу вёскі». Сидят (слева направо): Владислав Козловский, Наталья Арсеньева, Алексей Сенкевич. Стоят (слева направо): Владимир Кушель, Антон Адамович, Николай Короленко. Минск, декабрь 1942 г.

«Беларуская газэта» распространялась на территории ГОБ. Издание газеты имело целью консолидацию белорусского народа на антисоветской платформе, борьбу с большевизмом, идеологическую поддержку оккупационного режима. Отличалась ярым национализмом и шовинизмом, ненавистью к русским, полякам и евреям, поисками «арийских корней» белорусского народа, попыткой доказать его якобы исторически обусловленную тягу к Германии, отождествление марксизма и сионизма и др.
Так, первый номер «Менскай газэты» (21.9.1941) содержал две большие статьи, если не целиком посвященные «еврейскому вопросу», то, по крайней мере, постоянно к нему обращающиеся. Первая из них, «Следами лет», написанная белорусским поэтом Владимиром Дудицким, подводила итог двадцатилетней истории советской Белоруссии, или, как писал автор, «большевицко‑жидовского господства» в стране.
В другом номере «МГ» была опубликована статья У. Глыбинного (псевдоним Владимира Седуро) «В руках палачей», также насквозь пропитанная антисемитизмом, к примеру, «большевики как угнетатели народа в жидовских интересах».
На страницах газеты печатались речи и статьи руководителей нацистской Германии, распоряжения, обращения и объявления оккупационных властей, обзоры нацистской прессы, освещались и комментировались события на фронтах Второй мировой войны, международное положение, пропагандировались экономические и политические мероприятия оккупационной администрации, восхвалялся нацистская Германия, как идеальное государство. «Беларуская газэта» информировала о деятельности националистических организаций Белорусской народной самопомощи, Белорусской краевой обороны, Белорусской центральной рады, Союза белорусской молодежи, роль и значение которых значительно превозносила, а любые их акции с восторгом комментировала. Много внимания уделяла проблемам языковой политики, преподавания в начальной школе, подготовки педагогических кадров, воспитания национального самосознания, организации культурной жизни на местах.
Печатала популярные очерки по истории и культуре Белоруссии, многие из которых были политизированы и близки к публицистике, материалы по истории белорусской эмиграции, о белорусских традициях и обрядах, происхождении белорусской символики и др. На страницах газеты были помещены воспоминания участников гражданской войны, материалы о сталинских преступлениях (статьи о расстреле в Катыни, лагерях НКВД, воспоминания Ф. Олехновича «В когтях ГПУ», свидетельства бывших узников и др.), произведения Н. Арсеньевой, Л. Гениюш, М. Зарецкого, литературно-критические статьи, рецензии и др.
Впервые напечатаны некоторые тексты репрессированных погибших писателей СССР: поэма «Тастамэнт» (Завещание) Вл. Жилки, роман «Виленские коммунары» (в отрывках) М. Горецкого.
Ряд публикаций газеты конца 1943 — начала 1944 пропитаны пессимизмом, обреченностью, разочарованием в выбранном пути. Однако эти настроения не повлияли на антисоветское направление издания.
Вышли 272 номера.